# Ion Țuțuianu

a Compétitions nationales et continentales officielles uniquement.

b Matchs officiels uniquement.
Ion Țuțuianu, né le 5 mars 1939 à Bordușelu (Roumanie) et mort le 17 juillet 2024 à Bucarest (Roumanie), est un joueur international roumain de rugby à XV devenu entraîneur.

## Biographie
Ion Țuțuianu meurt le 17 juillet 2024 à Bucarest.

## Palmarès

### Joueur

#### En club
- Vainqueur du Championnat de Rounanie en 1965 et 1969 avec le Dinamo Bucarest.
- Vainqueur de la Coupe d'Europe des clubs champions FIRA en 1967 avec le Dinamo Bucarest.

#### En équipe nationale
- Vainqueur de la Coupe européenne des nations en 1969 avec l'équipe de Roumanie.

### Entraîneur
- Vainqueur de la Coupe de Roumanie en 1980 avec le Dinamo Bucarest et en 1988 avec le Contactoare Buzău.
- Vainqueur du Championnat de Rounanie en 1982 avec le Dinamo Bucarest.

### Sélectionneur
- Vainqueur du Championnat européen des nations en 2000 avec l'équipe de Roumanie.